# Punt (geometria)

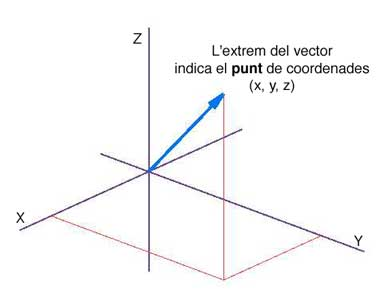
Coordenades d'un punt

En geometria euclidiana clàssica, un punt és un concepte primitiu que modela la ubicació exacta en l'espai, i no té longitud, amplada, o grossor. En matemàtiques modernes, un punt fa referència de forma més general a un element d'un cert conjunt anomenat espai.
Que sigui un concepte primitiu significa que no es pot definir un punt en termes d'objectes prèviament definits. És a dir, un punt es defineix únicament a partir d'unes certes propietats, anomenats axiomes, que ha de satisfer; per exemple, hi ha exactament una recta que passi a través de dos punts diferents.
Alternativament, es pot dir que un punt és el lloc on es tallen dues línies i, per tant, una part de l'espai que no té dimensió. És un element infinitament petit, de fet, només és una posició en l'espai.
Podem imaginar el punt com el traç o senyal que deixa la punta del llapis o del bolígraf en tocar el full de paper sense lliscar. De fet, aquest traç o senyal és assimilable a un cercle de radi molt petit. En les representacions de la geometria plana o de la geometria descriptiva, el punt es representa com una x, és a dir, la intersecció de dos petits segments.
En geometria analítica, el punt és representat per un conjunt de 2 o 3 nombres ordenats que són les coordenades del punt. Ja que l'extrem d'un vector és un punt, en l'espai de 3 dimensions, un vector des de l'origen del sistema de coordenades indica la posició d'un punt. Un punt descriu una posició en el pla, determinada respecte d'un sistema de coordenades preestablertes.
El punt és la representació més petita i un dels elements bàsics de la geometria plana, juntament amb la recta i el pla, és la unitat més simple, irreductiblement mínima, de la comunicació visual. Els punts s'identifiquen en un sistema d'eixos cartesians mitjançant unes coordenades X, Y i Z, que defineixen la seva posició dins d'un pla.

## Història

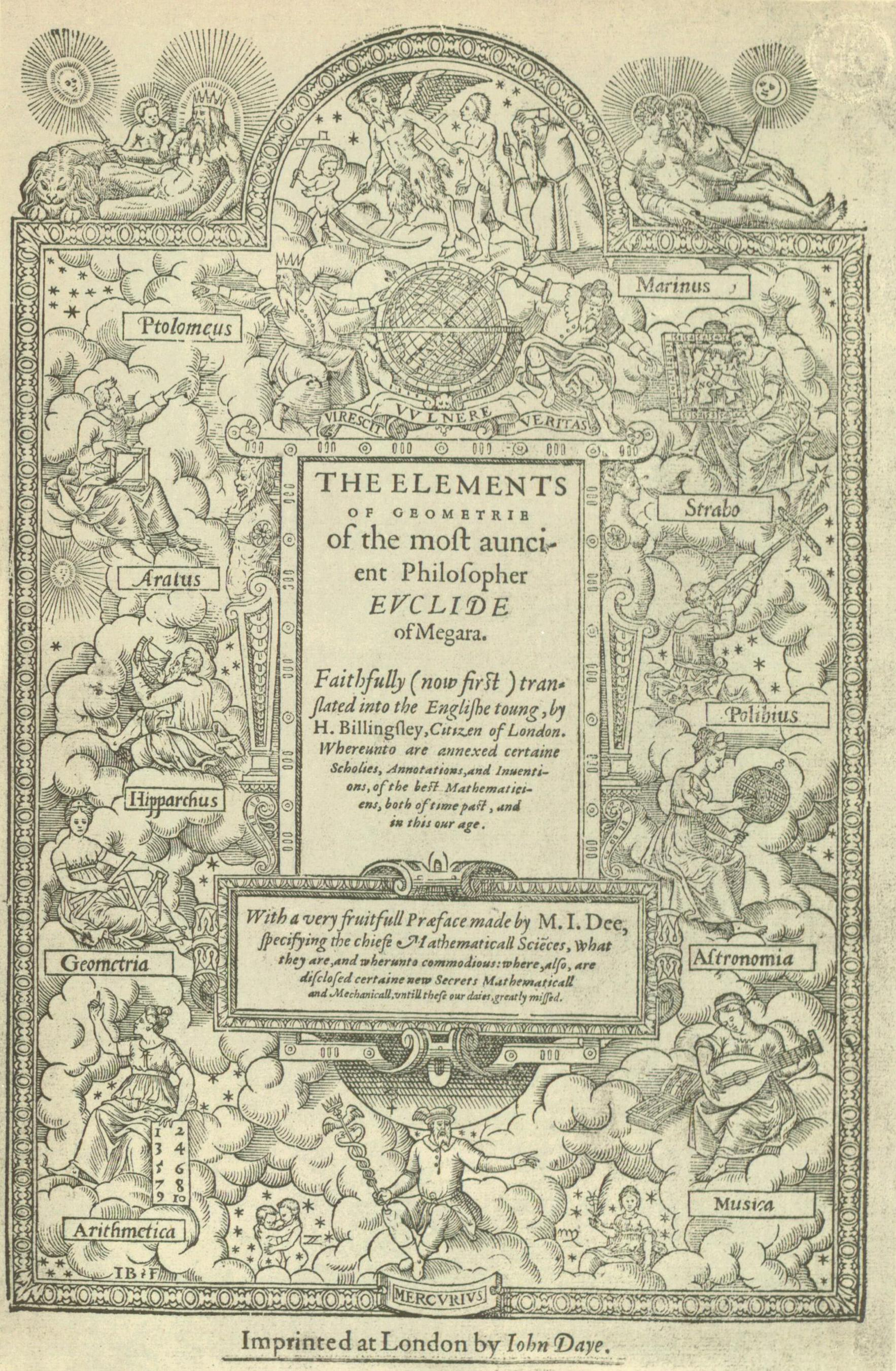
Els Elements d'Euclides.

El concepte de punt com a entitat geomètrica va sorgir en l'antiga concepció grega de la geometria compilada a Alexandria per Euclides en el seu tractat Elements, donant una definició de punt excloent: «allò que no té cap part». El punt, en la geometria clàssica, es basa en la idea que era un concepte intuïtiu, l'ens geomètric «sense dimensions» i només calia assumir la noció de punt.
Actualment, la noció de punt, en matemàtiques, ré un sentit molt ampli. Històricament, els punts eren els «constituents» fonamentals, els «àtoms», de què estaven fetes les rectes, els plans i els espais, tal com els concebien els geòmetres grecs de l'edat antiga. Es deia, per tant que una recta, un pla o l'espai sencer eren conjunts de punts.
Des de la creació de la teoria de conjunts de Georg Cantor a finals del segle XIX i l'explosió de les « estructues matemàtiques » que va seguir, s'utilitza el terme de «punt» per designar un element qualsevol d'un conjunt que es decideix anomenar arbitràriament « espai » : és així que es parlarà d'un punt de la recta dels nombres reals (així com els grecs clàssics feien evident la distinció entre un punt i un nombre), d'un punt d'un espai mètric, d'un espai topològic, d'un espai projectiu, etc.
En definitiva, n'hi ha prou que un matemàtic qualifiqui un cert conjunt com a espai, en el sentit més general d'aquest terme i doti de propietats particulars governades per axiomes, perquè els seus elements siguin qualificats immediatament com a punts.
Així, avui, igual que el terme espai s'ha convertit en sinònim de conjunt, el terme punt és sinònim d'element. Així doncs, s'utilitzen aquests termes espai i punt pel seu poder suggestiu, fins i tot quan els termes en qüestió no tenen res a veure amb la geometria.

## Punts en geometria euclidiana
Els punts, considerats en el marc de la geometria euclidiana, són un dels objectes més fonamentals. Euclides va definir originalment el punt com "allò que no té part". En el pla euclidià bidimensional, un punt es representa per un parell ordenat (x, y) de nombres, on el primer nombre representa convencionalment l’horitzontal i sovint es denota amb x, i el segon nombre representa convencionalment la vertical i sovint és denotada per y. Aquesta idea es generalitza fàcilment a l'espai euclidià tridimensional, on un punt està representat per un triplet ordenat (x, y, z) amb el tercer nombre addicional que representa la profunditat i sovint es denota per z. Les generalitzacions addicionals es representen mitjançant un grup ordenat de n termes, (a1, a₂, … , an) on n és la dimensió de l'espai on es troba el punt.
Moltes construccions de la geometria euclidiana consisteixen en una col·lecció infinita de punts que s'ajusten a certs axiomes. Normalment, es representa amb un conjunt de punts; com a exemple, una recta és un conjunt infinit de punts de forma{\displaystyle \sum _{i\in I}r_{i}^{d}<\delta .}on c1 a cn i d són constants i n és la dimensió de l'espai. Existeixen construccions similars que defineixen el pla, el segment de línia i altres conceptes relacionats. Un segment de línia format només per un punt s'anomena segment de línia degenerat.
A més de definir punts i construccions relacionades amb els punts, Euclides també va postular una idea clau sobre els punts, que dos punts qualsevol es poden connectar per una línia recta. Això es confirma fàcilment sota les extensions modernes de la geometria euclidiana, i va tenir conseqüències duradores en la seva introducció, permetent la construcció de gairebé tots els conceptes geomètrics coneguts en aquell moment. No obstant això, la postulació dels punts d'Euclides no era ni completa ni definitiva, i ocasionalment assumia fets sobre punts que no seguien directament dels seus axiomes, com ara l'ordenació dels punts a la línia o l'existència de punts específics. Malgrat això, les ampliacions modernes del sistema serveixen per eliminar aquests supòsits.

## Representació gràfica

Exemples de vuit punts localitzats en el pla cartesià mitjançant les seves parells de coordenades.

En alguns textos de geometria se sol utilitzar una petita creu (+), un cercle (o), un quadrat o un triangle per designar un punt. Amb relació a altres figures, se sol representar el punt amb un petit segment lineal perpendicular quan pertany a una recta, a una semirecta o a un segment.
Als punts se'ls sol anomenar amb lletres en majúscula: A, B, C, etc. (a les rectes amb lletres minúscules i als angles amb lletres gregues).
La forma de representar un punt mitjançant dos segments que es tallen (una petita “creu” +) pressuposa que el punt és una intersecció. Quan es representa amb un petit cercle, una circumferència o una altra figura geomètrica, pressuposa que el punt és el centre de tal figura.

## Dimensió d'un punt
{\displaystyle \operatorname {dim} _{\operatorname {H} }(X):=\inf\{d\geq 0:C_{H}^{d}(X)=0\}.}Hi ha diverses definicions inequivalents de dimensió en matemàtiques. En totes les definicions comunes, un punt és 0-dimensional.

### Dimensió de l'espai vectorial
La dimensió d'un espai vectorial és la mida màxima d'un subconjunt linealment independent. En un espai vectorial format per un sol punt (que ha de ser el vector zero 0), no hi ha cap subconjunt linealment independent. El vector zero no és en si mateix linealment independent, perquè hi ha una combinació lineal no trivial que el fa zero: {\displaystyle 1\cdot \mathbf {0} =\mathbf {0} }.

### Dimensió topològica
La dimensió topològica d'un espai topològic {\displaystyle X} es defineix com el valor mínim de n, de manera que cada coberta oberta finita {\displaystyle {\mathcal {A}}} de {\displaystyle X} admet una coberta oberta finita {\displaystyle {\mathcal {B}}} de {\displaystyle X} que refina {\displaystyle {\mathcal {A}}} en què no s'inclou cap punt en més de n +1 elements. Si no existeix aquesta n mínima, es diu que l'espai té una dimensió de cobertura infinita.
Un punt és zero-dimensional respecte a la dimensió de la coberta perquè cada coberta oberta de l'espai té un refinament que consisteix en un únic conjunt obert.

### Dimensió Hausdorff
Sigui X un espai mètric. Si S ⊂ X i d ∈ [0, ∞), el contingut d -dimensional de Hausdorff de S és l’ínfim del conjunt de nombres δ ≥ 0 de manera que hi ha alguna col·lecció (indexada) de boles. {\displaystyle \{B(x_{i},r_{i}):i\in I\}} cobrint S amb r i > 0 per a cada i ∈ I que compleix
La dimensió de Hausdorff de X es defineix per
Un punt té la dimensió Hausdorff 0 perquè pot ser cobert per una sola bola de radi arbitràriament petit.

## Geometria sense punts
Encara que la noció de punt es considera generalment fonamental en la geometria i la topologia corrents, hi ha alguns sistemes que la deixen de banda, per exemple, la geometria no commutativa i la topologia sense sentit. Un espai "inútil" o "lliure de punts" no es defineix com un conjunt, sinó a través d'alguna estructura (algebraica o lògica respectivament) que sembla un espai de funcions ben conegut en el conjunt: una àlgebra de funcions contínues o una àlgebra de conjunts respectivament.. Més precisament, aquestes estructures generalitzen espais de funcions coneguts de manera que l'operació "agafa un valor en aquest punt" potser no es defineix. Una altra tradició parteix d'alguns llibres d’AN Whitehead en què la noció de regió s'assumeix com a primitiva juntament amb la d’inclusió o connexió.

## Punts, rectes i plans: posicions relatives
Donats tres o més punts en el pla o en l'espai (segons correspongui), es poden dividir en conjunts que compleixin o no amb les següents condicions.
- Colineals: són aquells punts continguts en una recta.
- Coplanars: es denominen punts coplanars aquells que estan continguts en un mateix pla.[11]

## Les masses puntuals i la funció delta de Dirac
Sovint, en física i matemàtiques, és útil pensar que un punt té una massa o càrrega diferent de zero (això és especialment comú en l'electromagnetisme clàssic, on els electrons s'idealitzen com a punts amb càrrega diferent de zero). La funció delta de Dirac, o funció δ, és (informalment) una funció generalitzada a la recta numèrica real que és zero a tot arreu excepte a zero, amb una integral d'un sobre tota la recta real. La funció delta de vegades es pensa com una punta infinitament alta i infinitament prima a l'origen, amb una àrea total sota la punta, i representa físicament una massa puntual idealitzada o càrrega puntual. Va ser introduït pel físic teòric Paul Dirac. En el context del processament del senyal, sovint s'anomena símbol (o funció) d'impuls d'unitat. El seu analògic discret és la funció delta de Kronecker que normalment es defineix en un domini finit i pren els valors 0 i 1.